# René Alexandre
Pour les articles homonymes, voir Alexandre.
René Alexandre, né le 22 décembre 1885 à Reims (Marne) et mort le 19 août 1946 à Vitré (Ille-et-Vilaine), est un acteur français.
Sociétaire de la Comédie-Française, il fut également maire de Grosley-sur-Risle de 1935 à 1940.

## Biographie
Originaire de Nancy, son père Jean-Joseph Alexandre était employé de commerce lors de son mariage à Reims en 1884 avec Caroline Haguenauer, native de Verdun et fille d'un rabbin. René est l'aîné de leurs cinq enfants.
Il apprit son métier de comédien en tant qu'élève de Paul Mounet et sortit du Conservatoire en 1908 avec deux premiers prix (tragédie et comédie). Il interpréta Ramuntcho de Pierre Loti à l'Odéon, puis entra à la Comédie-Française en 1908. Il en fut sociétaire de 1920 à 1944 et fut nommé sociétaire honoraire en 1945.
Mobilisé comme sergent d'infanterie en août 1914, René Alexandre reste employé à l'arrière. Classé dans le service auxiliaire pour motif médical en avril 1915, il est transféré dans le Train des équipages puis dans le service automobile du 13e régiment d'artillerie. Il est blessé au bras par un éclat de bombe d'avion à Bar-le-Duc en janvier 1916. Repassé dans le train, il est promu adjudant en décembre 1916 et décoré de la Croix de guerre en septembre 1917. Il est démobilisé en mars 1919.
Président fondateur de l'Association des Comédiens combattants, il est fait commandeur de la Légion d'honneur. En 1912, il fonda à Grosley-sur-Risle, dont il est maire de 1935 à 1940, la maison de repos des acteurs anciens combattants, lui-même étant un ancien combattant de la Première Guerre mondiale.
Juif, il doit interrompre ses activités en 1940 en raison de l'occupation allemande de la France.
Au cinéma, il tourna dans 53 films de 1909 à 1940. Il épousa à Limeil-Brévannes (Seine-et-Oise), en 1912, Gabrielle Robinne (1886-1980), sociétaire de la Comédie-Française et actrice de cinéma. Ils reposent tous deux au cimetière de Saint-Cloud (Hauts-de-Seine). Ils s'étaient installées en 1922 dans cette commune, au 21 rue Gounod,.

## Filmographie
- 1908 : Benvenuto Cellini, court-métrage de Camille de Morlhon et Albert Capellani
- 1908 : Tarquin le Superbe, court-métrage de Albert Capellani
- 1908 : Le Roman d'un gueux, court-métrage de Georges Monca
- 1909 : La Tosca, court-métrage d'André Calmettes et Charles Le Bargy : Mario Cavaradossi
- 1909 : La Tour de Nesle, court-métrage d'Albert Capellani : Gaultier d'Aulnay
- 1909 : L'Enfant prodigue, court-métrage de Georges Berr : le fils aîné
- 1909 : On ne badine pas avec l'amour, court-métrage
- 1910 : Fouquet, l'homme au masque de fer, court-métrage de Camille de Morlhon : Nicolas Fouquet
- 1910 : Le Mauvais hôte, court-métrage de Louis Feuillade
- 1910 : Pygmalion, court-métrage de Daniel Riche
- 1910 : Aimez-vous les uns les autres de Charles Decroix
- 1910 : Grandeur d'âme, court-métrage d'Henri Andréani : le comte Fernand
- 1910 : Le Marchand d'images d'Henri Andréani
- 1911 : Latude ou Trente-cinq ans de captivité, court-métrage de Gérard Bourgeois et Georges Fagot
- 1911 : Paillasse, court-métrage de Camille de Morlhon : Crispin
- 1911 : Notre-Dame de Paris, court-métrage d'Albert Capellani : Phoebus de Châteaupers
- 1911 : Le Devoir et l'honneur d'Henri Andréani
- 1911 : Cadoudal, court-métrage de Gérard Bourgeois : Georges Cadoudal
- 1911 : André Chénier, court-métrage de Louis Feuillade et Étienne Arnaud
- 1911 : Radgrune, court-métrage de Camille de Morlhon
- 1912 : Philémon et Baucis, court-métrage de Georges Denola : Jupiter
- 1912 : Quentin Durward, court-métrage d'Adrien Caillard
- 1912 : Les Martyrs de la vie, court-métrage de René Leprince : Robert Chenet
- 1912 : Femme fatale
- 1912 : Le Jugement de Salomon, court-métrage d'Henri Andréani : le roi Salomon
- 1912 : La Revanche du passé, court-métrage de René Leprince
- 1912 : Le Dédale, court-métrage de René Leprince
- 1913 : La Reine de Saba, court-métrage de Henri Andréani : le roi Salomon
- 1913 : Plus fort que la haine de René Leprince et Ferdinand Zecca : le peintre Alexandre
- 1913 : Cœur de femme, court-métrage de René Leprince et Ferdinand Zecca : le sculpteur Jean Clédat
- 1913 : La Leçon du gouffre de René Leprince et Ferdinand Zecca : Robert Dharmon
- 1913 : La Comtesse noire, court-métrage de René Leprince et Ferdinand Zecca : le docteur Raymond Martyl
- 1913 : Le Roi du bagne de René Leprince : le banquier St-Bris alias le marquis de Pont d'Anson
- 1914 : God's Warning, court-métrage
- 1914 : La Danse héroïque de René Leprince et Ferdinand Zecca : René Stroffer
- 1914 : La Jolie Bretonne, court-métrage de René Leprince et Ferdinand Zecca : Henri
- 1914 : La Lutte pour la vie de René Leprince et Ferdinand Zecca : Jean Morin
- 1914 : Le Roi de l'air, court-métrage de René Leprince et Ferdinand Zecca : Marc Devernis
- 1914 : Les Enfants d'Édouard, court-métrage de Henri Andréani
- 1915 : Le Vieux Cabotin, court-métrage de René Leprince et Ferdinand Zecca : Henri Vidal
- 1915 : The Shadow of Doubt, court-métrage
- 1915 : Le Noël d'un vagabond, court-métrage de René Leprince et Ferdinand Zecca
- 1919 : Perdue de Georges Monca : Simon Monfort
- 1919 : Les Larmes du pardon de René Leprince et Ferdinand Zecca
- 1919 : Le Calvaire d'une reine de René Leprince et Ferdinand Zecca
- 1921 : Champi-Tortu de Jacques de Baroncelli : Monsieur Colonna
- 1921 : La Terre de André Antoine : Jean Macquart, un ouvrier agricole
- 1922 : Molière, sa vie, son œuvre de Jacques de Féraudy
- 1923 : Fleur du mal, court-métrage de Gaston Mouru de Lacotte : Jacques Parville
- 1929 : Tu m'appartiens! de Maurice Gleize : Goume
- 1932 : Le Coffret de laque de Jean Kemm : Préval
- 1933 : La Tête d'un homme de Julien Duvivier : Le chauffeur
- 1935 : Un soir à la Comédie-Française de Léonce Perret
- 1940 : Paris-New York d'Yves Mirande : Billingham
- 1940 : Les Musiciens du ciel de Georges Lacombe : Louis

## Théâtre

### Carrière à la Comédie-Française
Entrée à la Comédie-Française en 1908
Sociétaire de 1920 à 1944
360e sociétaire
Sociétaire honoraire en 1945

### Comédien
- 1909 : La Furie de Jules Bois : Thésus
- 1909 : L'Honneur et l'Argent de François Ponsard : Georges
- 1909 : La Robe rouge d'Eugène Brieux : le procureur général
- 1909 : Sire de Henri Lavedan : un officier
- 1910 : Bérénice de Jean Racine : Paulin (17 fois de 1910 à 1914)
- 1913 : Yvonic de Paul Ferrier et Jeanne Ferrier : Yan
- 1919 : Les Sœurs d'amour de Henry Bataille : Julien Bocquet
- 1919 : Le Voile déchiré de Pierre Wolff : Robert Verneuil
- 1919 : Bérénice de Jean Racine : Titus (13 fois de 1919 à 1933)
- 1920 : Les Chaînes de Georges Bourdon : Robert Piérard
- 1920 : La Nuit de décembre d'Alfred de Musset : le poète
- 1920 : Le Soupçon de Paul Bourget : Philippe Lavergne
- 1921 : Francillon d'Alexandre Dumas fils : Lucien de Riverolles
- 1921 : La Robe rouge d'Eugène Brieux : Etchepare
- 1921 : Aimer de Paul Géraldy : Henri
- 1922 : La Comtesse d'Escarbagnas de Molière : le Vicomte
- 1922 : L'Ivresse du sage de François de Curel, mise en scène Marie-Thérèse Piérat : Hubert de Piolet
- 1923 : 1802 Dialogue des morts d'Ernest Renan : Racine
- 1923 : Un homme en marche de Henry Marx : Jean
- 1923 : Monna Vanna de Maurice Maeterlinck : Prinzivalle
- 1924 : Le Tombeau sous l'Arc de Triomphe de Paul Raynal : un soldat français
- 1924 : L'Énigme de Paul Hervieu
- 1924 : Œdipe à Colone de Sophocle : Thésée
- 1924 : Le Vieil Homme de Georges de Porto-Riche : Michel Fontanet
- 1925 : Esther de Jean Racine
- 1925 : Robert et Marianne de Paul Géraldy : Robert
- 1925 : L'Appel du paladin de Charles Clerc
- 1926 : La Leçon de Talma de René Fauchois : Talma
- 1926 : Le Cœur partagé de Lucien Besnard : Jean-Louis Marnier
- 1927 : Les Affranchis de Marie Lenéru : Philippe Alquier
- 1932 : La Jalousie de Sacha Guitry, mise en scène de l'auteur : Albert Blondel
- 1933 : La Tragédie de Coriolan de William Shakespeare, mise en scène Émile Fabre : Coriolan
- 1933 : Adam et Ève de Sacha Guitry, mise en scène Sacha Guitry, Comédie-Française : Adam
- 1935 : Lucrèce Borgia de Victor Hugo, mise en scène Émile Fabre : Don Alphonse d'Este
- 1936 : La Rabouilleuse d'Émile Fabre d'après Honoré de Balzac, mise en scène Émile Fabre : Colonel Philippe Brideau
- 1937 : Douze Livres de James Matthew Barrie : Sir Harry Sims
- 1938 : La Robe rouge d'Eugène Brieux : Mouzon
- 1938 : Iphigénie de Jean Racine, mise en scène Marie Ventura : Agamemnon
- 1938 : Britannicus de Jean Racine, mise en scène Jean Yonnel : Burrhus
- 1939 : L'Amour médecin de Molière, mise en scène Pierre Bertin : M. Filerin
- 1939 : Athalie de Jean Racine, mise en scène Georges Le Roy : Abner
- 1944 : Esther de Jean Racine, mise en scène Georges Le Roy : Mardochée
- 1944 : Le Soulier de satin de Paul Claudel, mise en scène Jean-Louis Barrault
- 1945 : A souffert sous Ponce-Pilate de Paul Raynal, mise en scène René Alexandre : Hanan

### Metteur en scène
- 1939 : A souffert sous Ponce-Pilate de Paul Raynal, mise en scène René Alexandre, Comédie-Française

### Hors Comédie-Française
- 1920 : L'Animateur de Henry Bataille, théâtre du Gymnase : le garçon de bureau